# Helioporacea
A Helioporacea a virágállatok (Anthozoa) osztályába és a nyolcosztatú virágállatok (Octocorallia) alosztályába tartozó rend.

## Rendszerezés
A rendbe az alábbi két család tartozik:
- Helioporidae Moseley, 1876
- Lithotelestidae Bayer & Muzik, 1977